# Слиач (аэропорт)

Слиач (словац. Sliač, историческое название словац. Tri Duby, рус. Три Дуба, SLD) — небольшой аэропорт в центральной Словакии между Зволеном и Банской Бистрицой.
В декабре 2020 года, аэропорт в Слиачи был закрыт для гражданской авиации. 

## История
Военный аэродром возник здесь в 1930-е годы. Во время Словацкого народного восстания здесь приземлялись самолёты советской Авиации дальнего действия с оружием для партизан. С 1947 года в аэропорту начинаются гражданские перевозки (военный аэродром по-прежнему действует). Здесь существуют лишь две регулярные авиалинии: Слиач-Прага и Слиач-Бургас; остальные действуют лишь в туристический сезон.
В период с 20 августа 1968 года по декабрь 1975 года здесь базировался 114-й Таллинский Краснознамённый истребительный авиационный полк (МиГ-21) и 100-я отдельная разведывательная авиационная эскадрилья (МиГ-21Р) 131-й смешанной авиационной дивизии Центральной группы войск.
В период с мая 1977 года по 22 октября 1990 года на аэродроме базировался 238-й отдельный вертолётный полк на вертолетах Ми-8 ТВ, МТ (1977—1992), Ми-24Д (1977—1988), Ми-24 В, П (1985—1992). Полк выведен на аэродром Озинки.

## Характеристика
Аэропорт соответствует ANEX 14 ИКАО, категории 4D. Навигационное оборудование соответствует I категории ИКАО.